# Joe DiMaggio
Joseph Paul "Joe" DiMaggio, född Giuseppe Paolo DiMaggio den 25 november 1914 i Martinez i Kalifornien, död den 8 mars 1999 i Hollywood i Florida, var en italiensk-amerikansk professionell basebollspelare som spelade 13 säsonger i Major League Baseball (MLB) 1936–1942 och 1946–1951. DiMaggio var centerfielder.

## Karriär

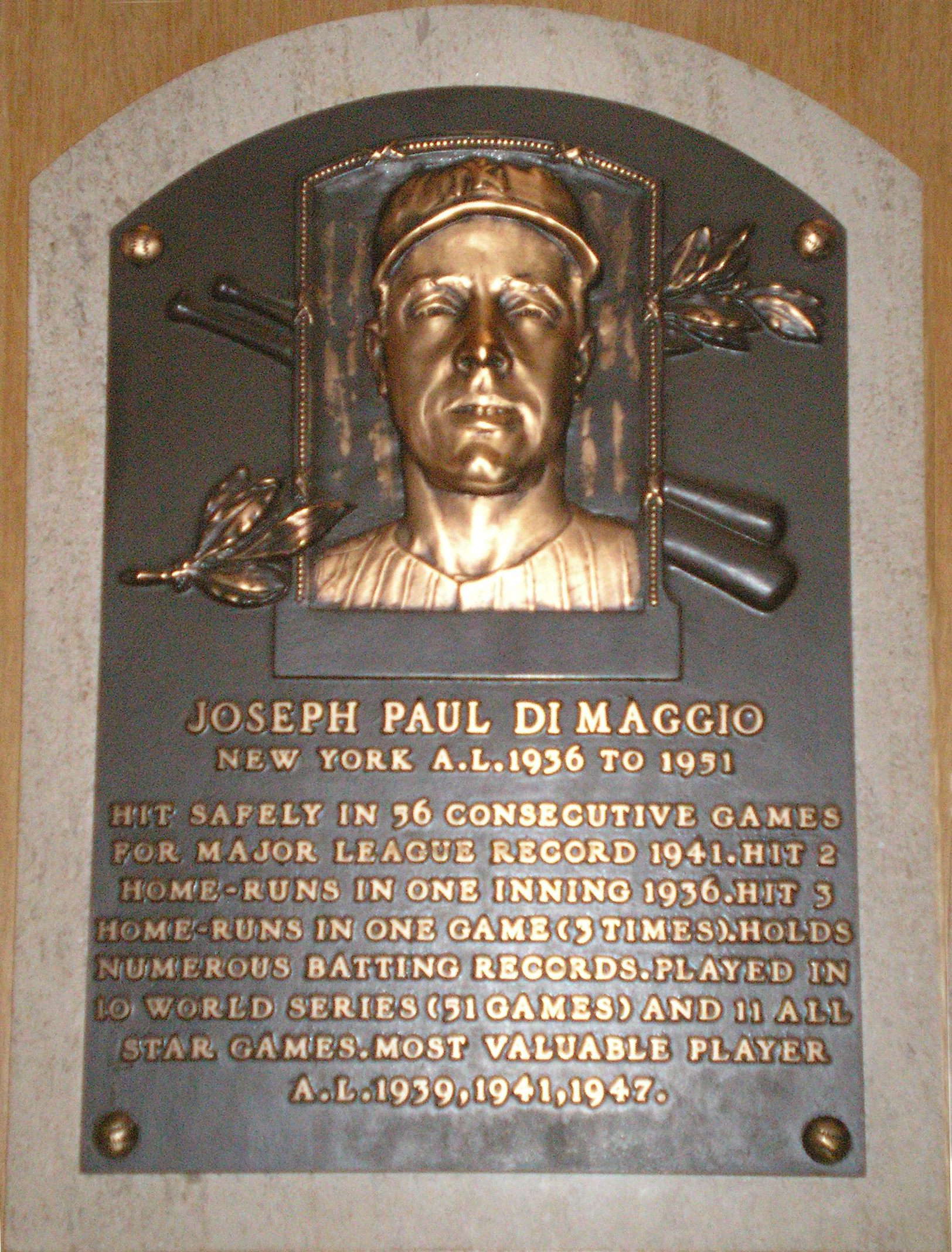
DiMaggios minnestavla i National Baseball Hall of Fame.

DiMaggio är en av de mest legendariska basebollspelarna genom tiderna och spelade under hela sin MLB-karriär för New York Yankees, under den tid som kom att kallas för klubbens "gyllene era". Där fick han smeknamnet The Yankee Clipper som en av Yankees största stjärnor. Han var med och vann World Series hela nio gånger (1936–1939, 1941, 1947 och 1949–1951) och togs ut till MLB:s all star-match under alla 13 säsonger som han spelade.
DiMaggio valdes in i National Baseball Hall of Fame 1955. Bland hans övriga meriter kan nämnas att hans tröjnummer 5 pensionerades av New York Yankees 1952 och att han tre gånger (1939, 1941 och 1947) vann American Leagues MVP Award. Hans slugging % under karriären (0,579) är nionde bäst i MLB:s historia.
Under 1941 års säsong satte DiMaggio ett nytt rekord för MLB när han hade minst en hit i 56 matcher i rad, ett rekord som anses vara ett av de mest svårslagna i ligans historia.
I slutet av 1960-talet arbetade DiMaggio under två år för Oakland Athletics, varav ett år som assisterande tränare.

## Övrigt
När DiMaggio gifte sig med Marilyn Monroe den 14 januari 1954 blev romansen uppmärksammad som USA:s hetaste. Äktenskapet blev dock stormigt och kortvarigt; Monroe ansökte om skilsmässa efter 274 dagar.
DiMaggio kallades ibland för Joltin' Joe, vilket återkommer i Simon and Garfunkels sång "Mrs. Robinson". Textraderna lyder:
Where have you gone, Joe DiMaggio?
A nation turns its lonely eyes to you, wo wo wo
What's that you say, Mrs. Robinson?
"Joltin' Joe" has left and gone away, hey hey hey
DiMaggios familj härstammade från Sicilien.

## Utmärkelser
Asteroiden 3767 DiMaggio är uppkallad efter honom.